# Морозовс, Андрис
Андрис Морозовс (латыш. Andris Morozovs; род. 14 сентября 1982, Рига, Латвийская ССР, СССР) — латвийский предприниматель и политик. Депутат Рижской думы с 2020 года.

## Биография
Андрис родился 14 сентября 1982 года. Детство своё провёл в Риге.
В 2006 году окончил Рижскую международную школу экономики, получив квалификацию менеджера по бизнесу.
После окончания обучения, он был председателем правления Рижского центрального рынка.
В 2008 году вступил в «Партию народного согласия». В 2014 году Андрис баллотировался на выборах в Сейм по списку партии «Согласие», однако избран не был. В 2017 году стал депутатом Сейма, после того, как Никита Никифоров сложил мандат депутата. В Сейме работал в комиссии по образованию, культуре и науке, а также в комиссии по государственным расходам и аудиту.
В 2018 году баллотировался на выборах в 13 созыв Сейма, но вновь не был избран. Также безуспешно участвовал на выборах в Европейский парламент в 2019 году.
Избран в самоуправление на внеочередных выборах в Рижскую думу, в 2020 году.
На выборах 2022 года, партия «Согласие» не преодолела 5-процентный барьер и не прошла в Сейм. После выборов, лидер партии «Согласие» Янис Урбанович ушёл с поста председателя партии, а Андрис Морозовс, Нил Ушаков и Регина Лочмеле стали со-председателями партии.
7 ноября 2024 года он покинул партию «Согласие». Причину своего ухода Андрис комментировать отказался. До своего ухода, его считали кандидатом в мэры Риги, на выборах 2025 года.
Вскоре после этого он был среди основателей партии «Sarauj, Latgale!».